# Червоне (Роменський район)
Червоне́ — село в Україні, в Сумській області, Роменському районі. Населення становить 145 осіб. Входить до складу Хмелівської сільської громади. До 2020 орган місцевого самоврядування — Смілівська сільська рада.

## Географія
Село Червоне розташоване на лівому березі річки Хмелівка, вище за течією на відстані 2 км було розташоване село Солодухи (у 1994 році село ліквідоване), нижче за течією 1 км — село Басівка.

## Історія
- 12 червня 2020 року, відповідно до розпорядження Кабінету Міністрів України № 723-р «Про визначення адміністративних центрів та затвердження територій територіальних громад Сумської області», село увійшло до складу Хмелівської сільської громади[1].
- 19 липня 2020 року, в результаті адміністративно-територіальної реформи та ліквідації Роменського району(1930-2020), громада увійшла до складу новоутвореного Роменського району[2].

## Економіка
- Свино-товарна ферма.

## Соціальна сфера
- Фельдшерско-акушерський пункт.

## Відомі люди
В селі народилися:
- Мануха Ганна Степанівна — механізатор, Герой Соціалістичної Праці.